# انتخابات الرئاسة الأمريكية 1856
الانتخابات الرئاسية الأمريكية 1856 هي الانتخابات الرئاسية الأمريكية التي جرت في 4 نوفمبر 1856، لانتخاب رئيس الولايات المتحدة، فاز بالانتخابات جيمس بيوكانان، حصل على 1836072 صوت.

## معرض صور

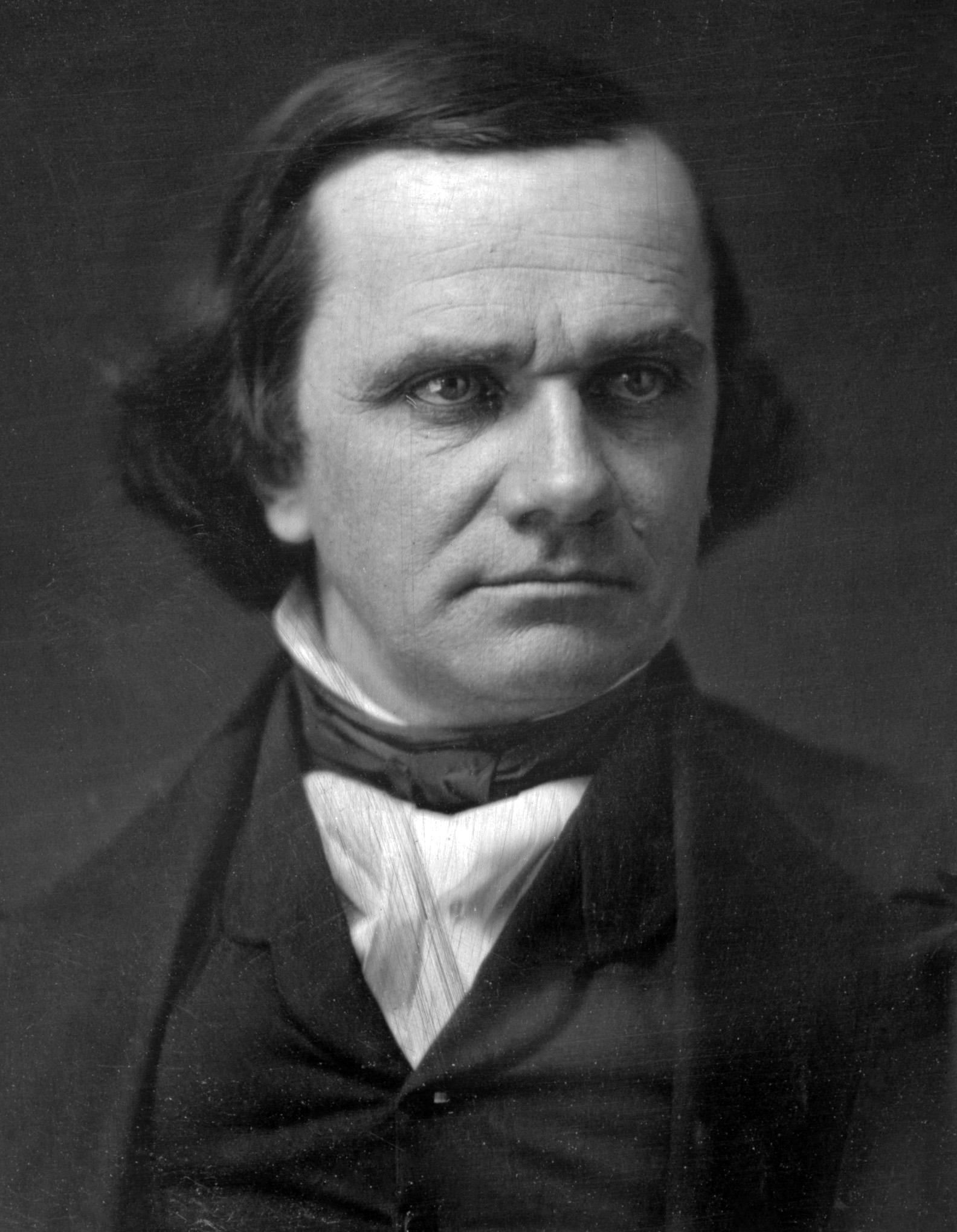
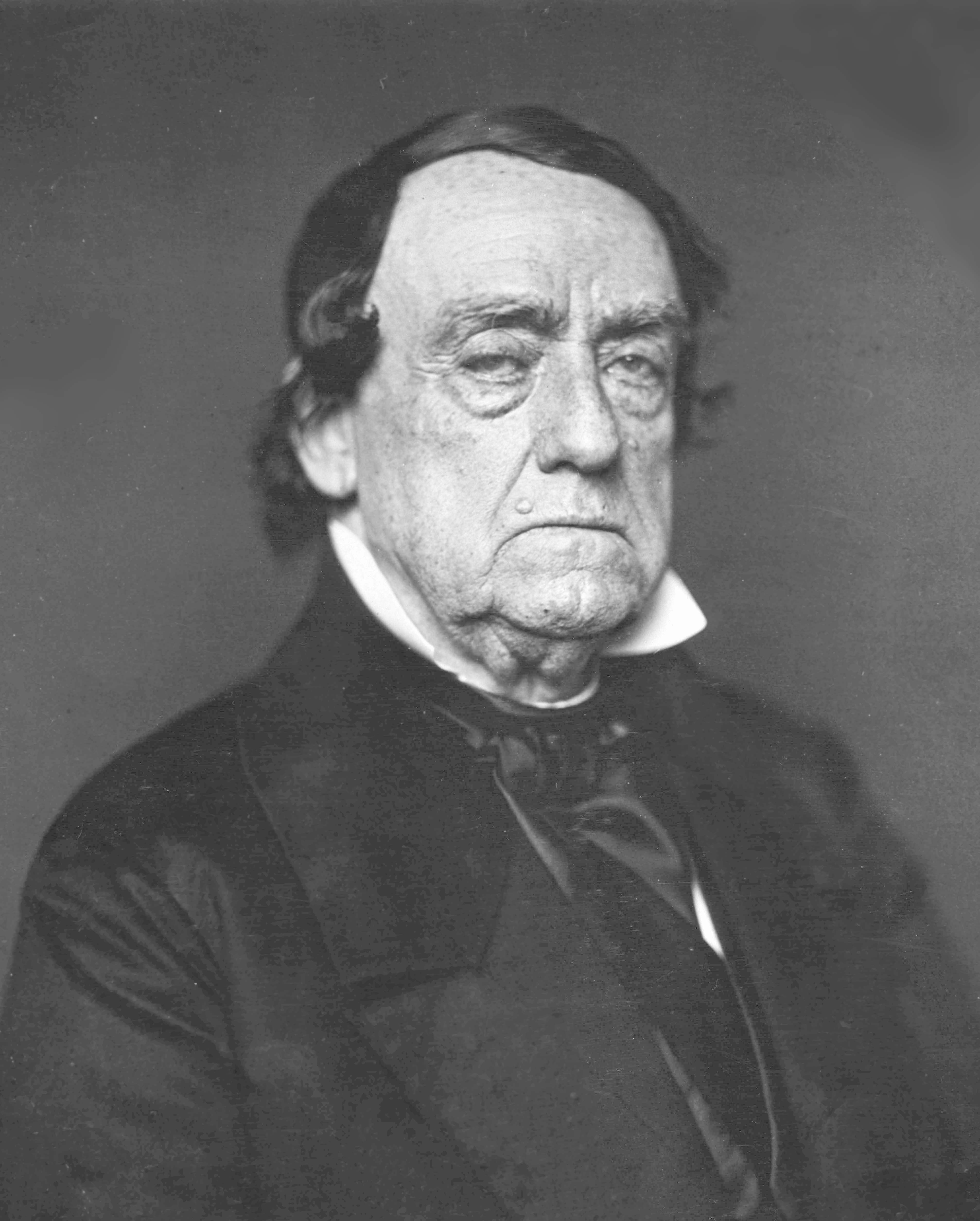
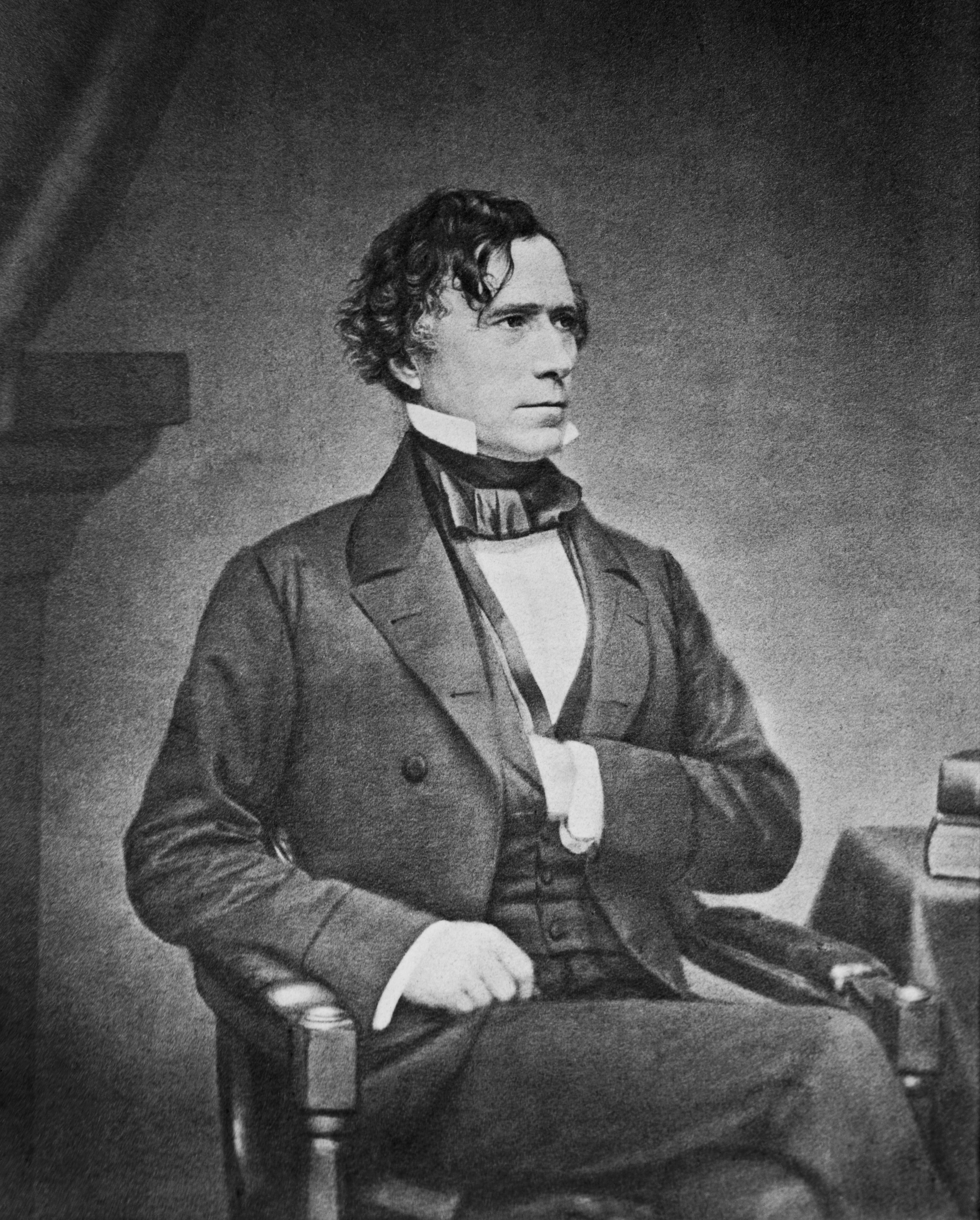
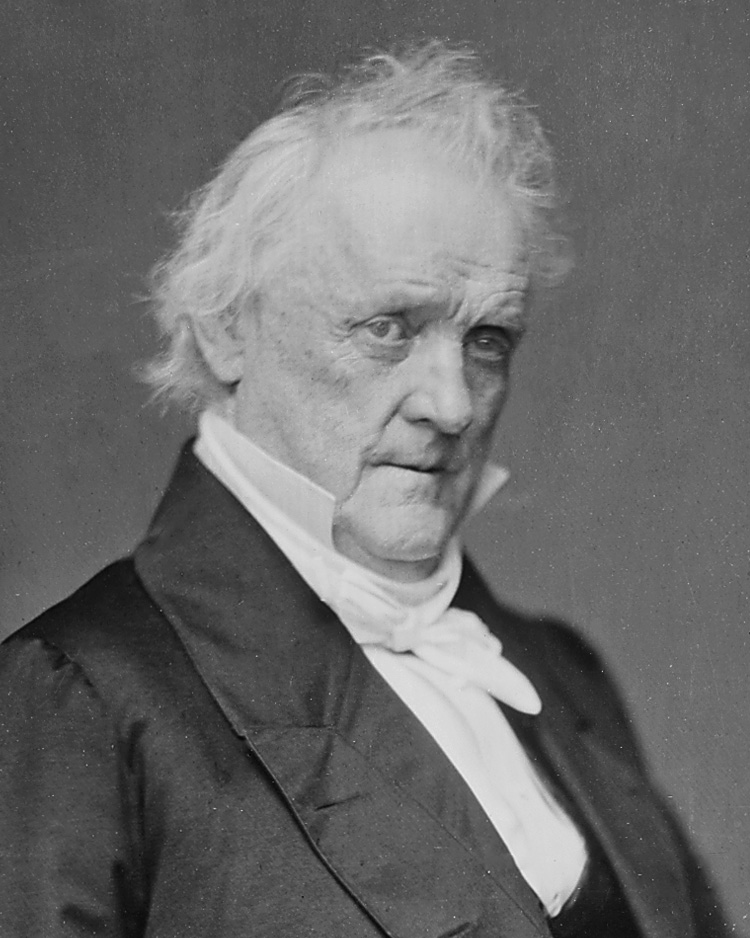

## المرشحين
| المرشح        | الحزب | عدد الأصوات |
| ------------- | ----- | ----------- |
| جيمس بيوكانان |       | 1,836,072   |
| جون فريمونت   |       | 1,342,345   |
| ميلارد فيلمور |       |             |